# Toetssteen van Hume
De toetssteen van Hume is het methodologische beginsel van de Schotse filosoof David Hume dat voor een mentale operatie die mens en dier gemeen hebben in beide gevallen dezelfde verklarende hypothese moet worden gehanteerd. Als mensen en resusaapjes bijvoorbeeld depressief worden wanneer ze van hun moeder worden gescheiden, en als zo'n depressie bij menselijke zuigelingen als een uiting van onderdrukte woede wordt geduid, dan moet de depressie van de resusaap eveneens worden geduid als een uiting van onderdrukte woede. 
Een en ander veronderstelt wat later bekend zou worden als evolutionaire continuïteit, namelijk dat er wat zowel lichaam als geest betreft een geleidelijke overgang is tussen de verschillende soorten. Het idee van dierlijke cognitie staat tegenover het exceptionalistische idee dat alleen de mens beschikt over cognitie en dat dieren over niet meer beschikken dan instinctief gedrag, eenvoudig stimulus-respons-gedrag als gevolg van klassieke conditionering en complexer stimulus-respons-consequenties-gedrag als gevolg van trial-and-error of operante conditionering.
Hume bracht dit naar voren in A Treatise of Human Nature uit 1739:
Aangezien de uiterlijke activiteiten van dieren lijken op onze eigen gedragingen, oordelen wij dat hun innerlijk ook op het onze lijkt; en als we volgens hetzelfde principe één stap verder redeneren, moeten we concluderen dat aangezien onze innerlijke activiteiten op elkaar lijken, de oorzaken waaruit ze voortkomen ook op elkaar moeten lijken. Als er derhalve een hypothese wordt geopperd om een mentale operatie te verklaren die mens en dier gemeen hebben, moeten we dezelfde hypothese toepassen op beide. Hume (1739)
Hij liep daarmee ruim 130 jaar voor op Charles Darwin, die in 1872 in The Expression of the Emotions in Man and Animals stelde:
Rest nog de veel grotere moeilijkheid de oorzaak of oorsprong van de afzonderlijke uitdrukkingen te begrijpen, en te beoordelen welke van de theoretische verklaringen betrouwbaar is. Om zo goed mogelijk, zonder hulp van een of andere wet, met ons verstand te kunnen weten welke uit twee of meer verklaringen de meest bevredigende is, of welke geheel onbevredigend zijn, zie ik overigens maar één manier voor het toetsen van onze conclusies. Die manier is door na te gaan of hetzelfde beginsel waarmee een bepaalde uitdrukking schijnbaar verklaard kan worden, ook toepasbaar is in andere, verwante gevallen; en met name of hetzelfde algemene beginsel met bevredigende resultaten kan worden toegepast op zowel de mens als de lagere dieren. Ik ben geneigd te denken dat deze laatste methode de nuttigste is. Darwin (1872)
Het idee dat dieren innerlijke processen hebben die in meer of mindere mate vergeleken kunnen worden met die van mensen, ging in tegen het idee dat de menselijke geest uniek is. Dit laatste idee is onder meer terug te vinden bij Aristoteles en René Descartes die dieren als machines beschouwden. In mindere mate speelt dit een rol bij het probleem van Wallace die een discrepantie veronderstelt tussen de lichamelijke en geestelijke evolutie van de mens, omdat de menselijke hersenen zich veel verder ontwikkeld hebben dan nodig zou zijn geweest. Tegenwoordig wordt dit overigens niet meer als probleem gezien, aangezien de discrepantie minder groot is dan werd verondersteld.
De canon van Morgan waarschuwt voor een te ver doorgevoerd antropomorfisme en stelt dat hogere gaven slechts mogen worden aangenomen als er goede redenen zijn om dat te doen.